# Paxillus pentaphyllus
Paxillus pentaphyllus es una especie de coleóptero de la familia Passalidae.

## Distribución geográfica
Habita en Haití y Dominica.